# Блошня
Блошня — опустевшая деревня в составе Михнёвского сельского поселения Болховского района Орловской области. Население 0 человек (2010).

## География
Деревня расположена в центральной части Среднерусской возвышенности в лесостепной зоне, на севере Орловской области и находится возле реки Нугрь. Уличная сеть не развита.
Абсолютная высота 171 метр над уровня моря
.
Географическое положение
в 17 км. — административный центр поселения посёлок Щербовский, в 16 км — административный центр района город Болхов.
Климат
близок к умеренно-холодному, количество осадков является значительным, с осадками в засушливый месяц. Среднегодовая норма осадков — 627 мм. Среднегодовая температура воздуха в Болховском районе — 5,1 °C.

## Население
| 2010 |
| ---- |
| 0    |

По данным Всероссийской переписи населения 2010 года жителей нет.
Национальный и возрастной состав
На 2017—2018 гг., по данным администрации Михнёвского сельского поселения, в деревне 1 житель, от 18 до 30 лет.На 2025 год жители отсутствуют.
Согласно результатам переписи 2002 года, в национальной структуре населения
русские составляли 94 % от общей численности населения в 16 жителей.

## Инфраструктура
Было развито сельское хозяйство.
Единственный житель, по данным администрации Михнёвского сельского поселения на 2017—2018 гг., относится к нетрудоспособному населению.

## Транспорт
Просёлочные дороги.